# Balleray
Balleray war eine französische Gemeinde mit 209 Einwohnern (Stand: 1. Januar 2015) im Département Nièvre in der Region Bourgogne-Franche-Comté. Sie gehörte zum Arrondissement Nevers und war Teil des Kantons Guéreigny. Zum 1. Januar 2017 wurde sie mit der Nachbargemeinde Ourouër zur Commune nouvelle Vaux d’Amognes vereinigt.

## Geografie
Balleray liegt etwa 14 Kilometer nordöstlich von Nevers. 

## Bevölkerungsentwicklung
| Jahr                      | 1962 | 1968 | 1975 | 1982 | 1990 | 1999 | 2006 | 2013 |
| Einwohner                 | 151  | 132  | 125  | 162  | 192  | 221  | 208  | 217  |
| Quelle: Cassini und INSEE |      |      |      |      |      |      |      |      |

## Sehenswürdigkeiten
- Kirche Saint-Blaise